# خورشیدگرفتگی ۴ اکتبر ۲۰۵۱
خورشیدگرفتگی ۴ اکتبر ۲۰۵۱ (به انگلیسی: Solar eclipse of October 4, 2051) یک خورشیدگرفتگی از نوع خورشیدگرفتگی جزئی است. این خورشیدگرفتگی در تاریخ ۴ اکتبر ۲۰۵۱ میلادی (‎۱۲ مهر ۱۴۳۰ خورشیدی) روی خواهد داد که زمان اوج آن، ساعت ۲۱:۰۲:۱۴ به‌وقت ساعت هماهنگ جهانی است.